# Romain Fondard
Romain Fondard (Moulins-sur-Allier, 25 de gener de 1984) és un ciclista francès professional del 2009 al 2010. Ha combinat la carretera amb el ciclocròs.

## Palmarès
- 2004
  - Vencedor d'una etapa a la Kreiz Breizh Elites
- 2005
  - 1r al Gran Premi de Waregem
- 2009
  - Vencedor d'una etapa al Tour de Southland